# Bouges-le-Château
Bouges-le-Château è un comune francese di 284 abitanti situato nel dipartimento dell'Indre nella regione del Centro-Valle della Loira.

## Società

### Evoluzione demografica
Abitanti censiti